# Dudley Observatory

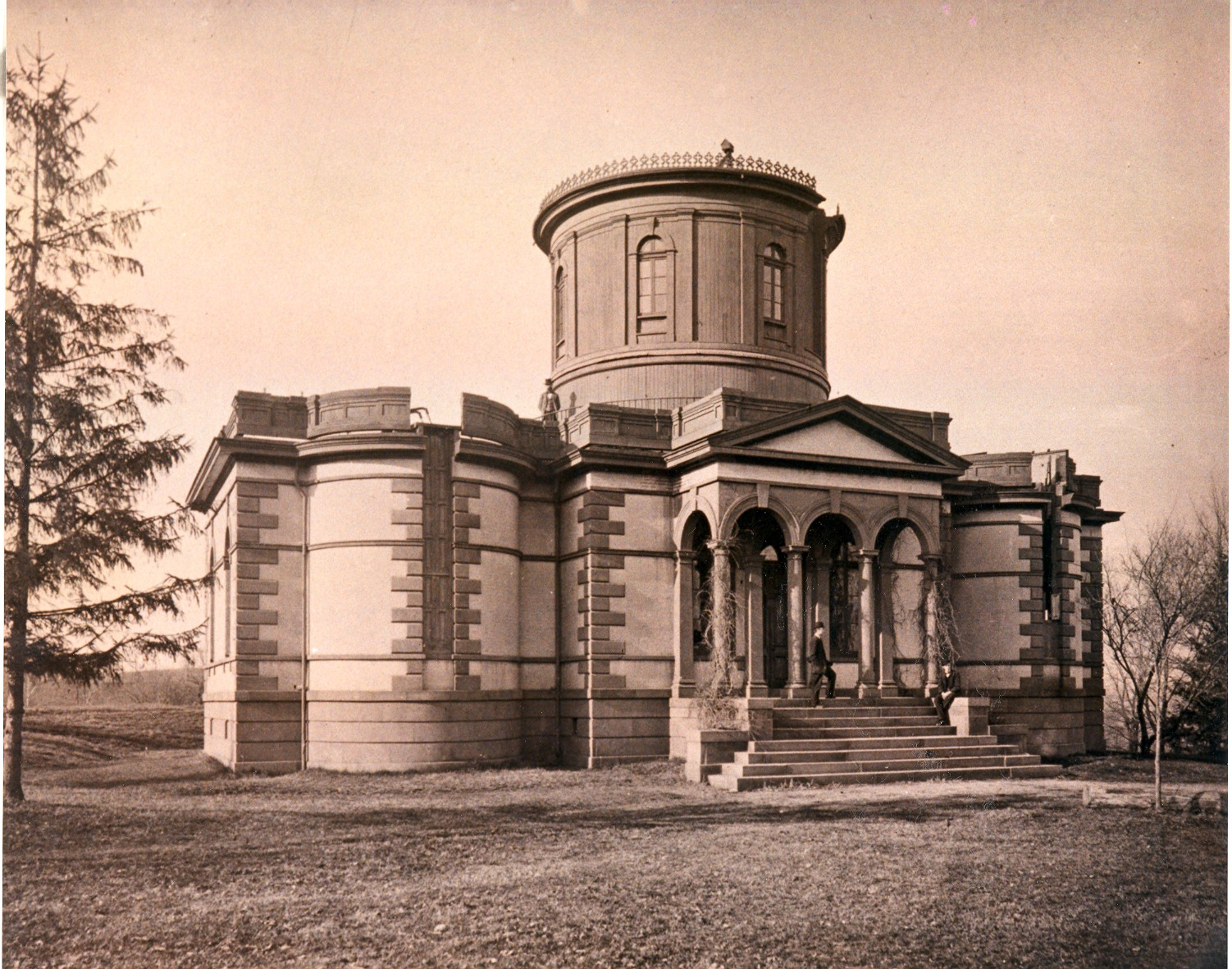
Das erste Dudley Observatory Gebäude von 1854

Dudley Observatory ist eine Sternwarte in Schenectady im US-Bundesstaat New York in den USA. Es wird betrieben von der Union University des Staates New York.
Das Observatorium wurde 1852 gegründet. Das Dudley Observatory ist die älteste unabhängige astronomische Forschungs-Einrichtung der USA. Es wird heute nicht mehr als professionelles astronomisches Observatorium benutzt, sondern dient der Ausbildung von Studenten der Union University.
Das Dudley Observatory wurde nach dem Senator Charles E. Dudley von Albany (von 1828 bis 1833) benannt. Dudley lebte in New York und starb 1841. Seine Frau Blandina (Bleeker) Dudley stiftete nach seinem Tod namhafte Beträge, die es ermöglichten, das Dudley Observatory zu erstellen.
Das Observatorium ist bei der Internationalen Astronomischen Union unter den IAU-Codes 793 (vor 1893) und 296 (nach 1893) registriert.